# Белянкин, Фёдор Павлович
Федор Павлович Белянкин (5 января 1892, Нежин — 21 мая 1972, Киев) — украинский советский учёный в области прочности материалов и инженерных конструкций, академик АН УССР (с 1948 года).

## Биография
Родился 5 января 1892 года в Нежине. Член КПСС с 1945 года.
В 1921-1952 годах преподавал в Киевском политехническом институте, с 1953 года — профессор Киевского инженерно-строительного института.
Умер 21 мая 1972 года. Похоронен в Киеве на Байковом кладбище.

## Награды
- Орден Октябрьской Революции (27 января 1972)
- Орден Трудового Красного Знамени (2 октября 1944) — за выдающиеся заслуги в области развития советской науки, культуры и техники,за воспитание высококвалифицированных кадров научных работников, в связи с 25-летием со основания Академии Наук УССР

## Научная работа
Основные публикации и научные труды посвящены вопросам прочности котельной и мостовой стали, изучению физико-механических свойств горных пород Украины, прочности древесины и деревянных конструкций по предельным состоянием.

### Труды
- К вопросу о механические характеристики казанового железа. К., 1931;
- Деформативность и сопротивляемость древесины как упруго-вязко-пластического тела. К., 1957 [в соавторстве с Яценко В. Ф.].